# Chlorurus genazonatus
Chlorurus genazonatus là một loài cá biển thuộc chi Chlorurus trong họ Cá mó. Loài này được mô tả lần đầu tiên vào năm 1983.

## Từ nguyên
Từ định danh của chi được ghép bởi hai từ trong tiếng Latinh: genys ("má") và zonatus ("có dải, vệt"), hàm ý đề cập đến dải màu xanh tím và xanh lục lam trên má của cá đực.

## Phạm vi phân bố và môi trường sống
C. genazonatus là loài đặc hữu của Biển Đỏ và vịnh Aden. Chúng sống gần các rạn san hô viền bờ ở độ sâu khoảng từ 6 đến 31 m, nhưng được quan sát phổ biến ở độ sâu hơn 20 m.

## Mô tả
C. genazonatus có chiều dài cơ thể tối đa được biết đến là 31 cm. Thân thuôn dài, hình bầu dục. Như những loài cùng chi, C. genazonatus là loài dị hình giới tính. Cá đực có màu lục lam với các vạch màu hồng tím trên vảy. Dưới mắt của cá đực có vệt màu xanh lam sáng, bên dưới vệt xanh này là một vùng màu xanh tím. Cá cái có màu nâu sẫm với các vạch đỏ trên vảy; cuống đuôi phớt đỏ.
Số gai vây lưng: 9; Số tia vây ở vây lưng: 10; Số gai vây hậu môn: 3; Số tia vây ở vây hậu môn: 9.

## Sinh thái học
Thức ăn của C. genazonatus là tảo. C. genazonatus có thể sống đơn độc hoặc hợp thành nhóm trên các rạn san hô.
C. genazonatus ít được đánh bắt vì chúng có kích thước nhỏ và sống ở vùng nước tương đối sâu.